# 8707-es mellékút (Magyarország)
A 8707-es számú mellékút egy valamivel több, mint 25 kilométer hosszú, négy számjegyű országos közút Vas vármegye területén; Körmendet köti össze a megyeszékhely Szombathellyel, feltárva a köztük fekvő kisebb településeket is.

## Nyomvonala
A 8-as főútból ágazik ki, annak a 165+500-as kilométerszelvénye közelében, Körmend nyugati ipari övezetében, észak felé; csomópontjának folyamatban van a körforgalommá történő átépítése. Berki utca néven halad a város északi széléig, amit nagyjából egy kilométer után ér el; a folytatásban csomóponttal keresztezi az építés alatt álló M80-as autóút nyomvonalát, majd bő másfél kilométer után eléri a szintén Körmendhez tartozó Felsőberkifalu házait. Majdnem egy kilométernyi szakasza húzódik itt belterületen, de 2,5 kilométer után már újra mezőgazdasági területek közt jár.
3,6 kilométer után lépi át Harasztifalu határát, a községet nagyjából 4,5 kilométer megtételét követően éri el. Ott kisebb irányváltásai ellenére végig a Fő utca nevet viseli, így is lép ki a faluból, 5,8 kilométer után. 6,2 kilométer után már Nagykölked területén jár, a község déli szélét 6,5 kilométer megtétele után éri el, ott a Fő utca nevet veszi fel. A központban találkozik a 8709-es úttal, amellyel egészen rövid, kevesebb, mint 100 méternyi közös szakaszuk következik, majd a 8707-es észak felé folytatódik, változatlan néven.
Nagyjából 7,4 kilométer után lép ki a település házai közül, de még jó darabig nagykölkedi területen halad, már 10,7 kilométer után jár, amikor eléri Szentpéterfa határszélét, ugyanott kiágazik belőle nyugati irányban a 8711-es út a község központja és az osztrák határ felé. Ugyanott elhalad a Szentpéterfához tartozó Erdőháza külterületi településrész mellett, majd egy darabig Nagykölked és Szentpéterfa határvonalát kíséri.
A 11+350-es kilométerszelvénye táján lép át Ják területére, ott előbb Felsőnyírvármajor épületei között halad el, a 13. kilométerét elhagyva, majd kicsivel a 15. kilométere előtt eléri Ják legdélebbi házait. A község központjáig Szabadnép utca néven húzódik, így halad el még a Szent György nevére szentelt jáki templom épületegyüttese mellett is, majd egy kisebb szakasza a Szabadság tér nevet viseli, 16,1 kilométer után pedig egy kereszteződéshez ér – ott a 8712-es út torkollik bele kelet felől, Balogunyom és a 86-os főút irányából. A település északi felében már a Kossuth Lajos utca nevet viseli, így halad el ott is, ahol – nagyjából a 17+250-es kilométerszelvénye táján – kiágazik belőle északnak, Nárai irányában a 8715-ös út. Még onnét is több mint fél kilométeren át húzódik a belterület északi szélén, már a 18. kilométerén is túl jár, amikor teljesen kilép a község házai közül.
19,3 kilométer után éri el Szombathely déli határszélét, de ott még sokáig lakatlan területek közt kanyarog. Nagyjából 23,2 kilométer után éri el a vármegyeszékhelyhez tartozó Újperint házait, ahol a városrész központjáig Erkel Ferenc utca a neve. A központban kiágazik belőle északnyugat felé a 8713-as út, Nárain keresztül Pornóapáti irányába, a 8707-es pedig keletnek fordulva folytatódik, Külső Pozsonyi utca néven. Így ér véget, beletorkollva a 86-os főút 77+600-as kilométerszelvénye közelében lévő körforgalmú csomópontba.
Teljes hossza, az országos közutak térképes nyilvántartását szolgáló kira.gov.hu adatbázisa szerint 25,021 kilométer.

## Települések az út mentén
- Körmend
- Harasztifalu
- Nagykölked
- (Szentpéterfa)
- Ják
- Szombathely-Újperint